# ريوجي إيتو
ريوجي إيتو (باليابانية: 伊藤 竜司) (23 يوليو 1990 في طوكيو في اليابان – )؛ هو لاعب كرة قدم ياباني سابق كان يلعب كمدافع.

## وصلات خارجية
- ريوجي إيتو على موقع رابطة كرة القدم اليابانية للمحترفين (اليابانية)
- ريوجي إيتو على موقع قاعدة بيانات كرة القدم.إي يو (الإنجليزية)
- ريوجي إيتو على موقع Soccerway.com (الإنجليزية)
- ريوجي إيتو على موقع عالم كرة القدم.نت (الإنجليزية)